# رواز چوماخیدزه
رواز چوماخیدزه (انگلیسی: Revaz Chomakhidze؛ زادهٔ ۱۵ دسامبر ۱۹۷۳) بازیکن واترپلو اهل روسیه است.